# 愛知県道127号助七西田中線

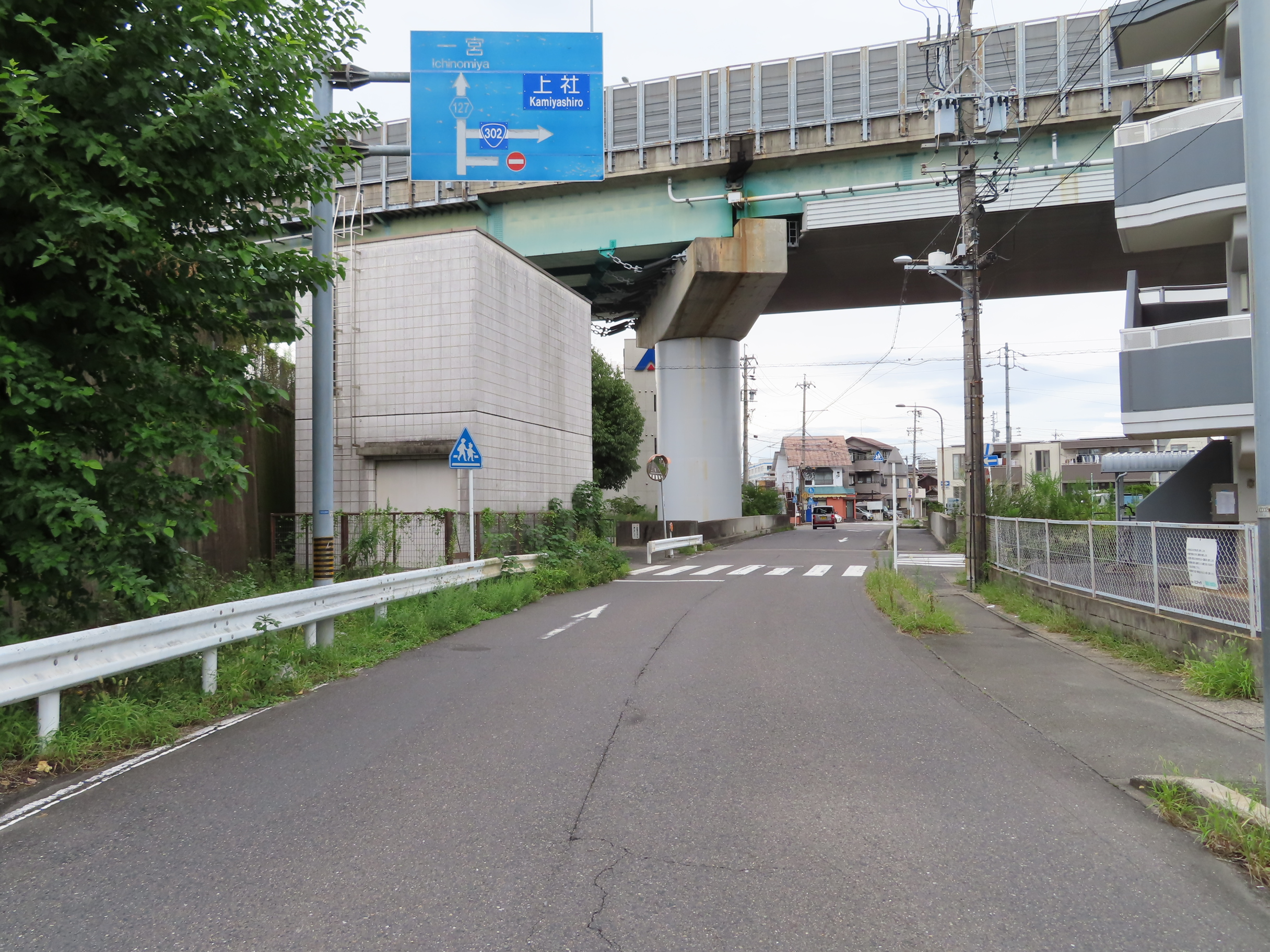
清須市清州にて。名古屋環状2号線が交差する。

愛知県道127号助七西田中線（あいちけんどう127ごう すけしちにしたなかせん）は、愛知県清須市内を走る一般県道である。

## 概要

### 路線データ
- 起点：愛知県清須市助七（愛知県道59号名古屋中環状線交点）
- 終点：愛知県清須市西田中（愛知県道190号名古屋一宮線・愛知県道136号一宮清須線交点）

## 沿革
- 1959年（昭和34年）12月15日：一般県道新川清洲線として認定。
- 2007年（平成19年）4月1日：一般県道助七西田中線に改称。

## 地理

### 通過する自治体
- 愛知県
  - 清須市

### 交差する道路
- 愛知県道59号名古屋中環状線（清須市役所北交差点）
- 愛知県道128号給父清須線（巡礼橋東交差点）
- 愛知県道67号名古屋祖父江線（長者橋東交差点）
- 愛知県道142号新清洲停車場線（長者橋東交差点・清須東小学校北交差点間で重複）
- 国道302号（名古屋環状2号線）（清須市清洲：側道の東方面のみ）
- 愛知県道454号大里停車場清須線（清須市一場弓町）
- 愛知県道190号名古屋一宮線（岐阜街道、鮎鮨街道）・愛知県道136号一宮清須線（美濃街道）（清須市一場弓町）

### 沿線
- 清須市役所
- 豊和工業 本社・工場
- パロマ工業 清洲工場